# Hesperidina (bebida)

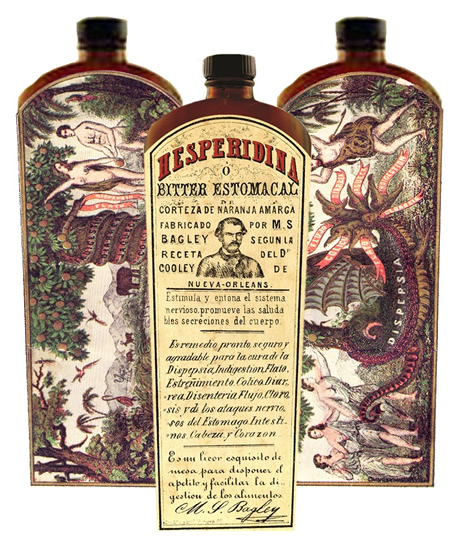
Primer diseño de la botella.

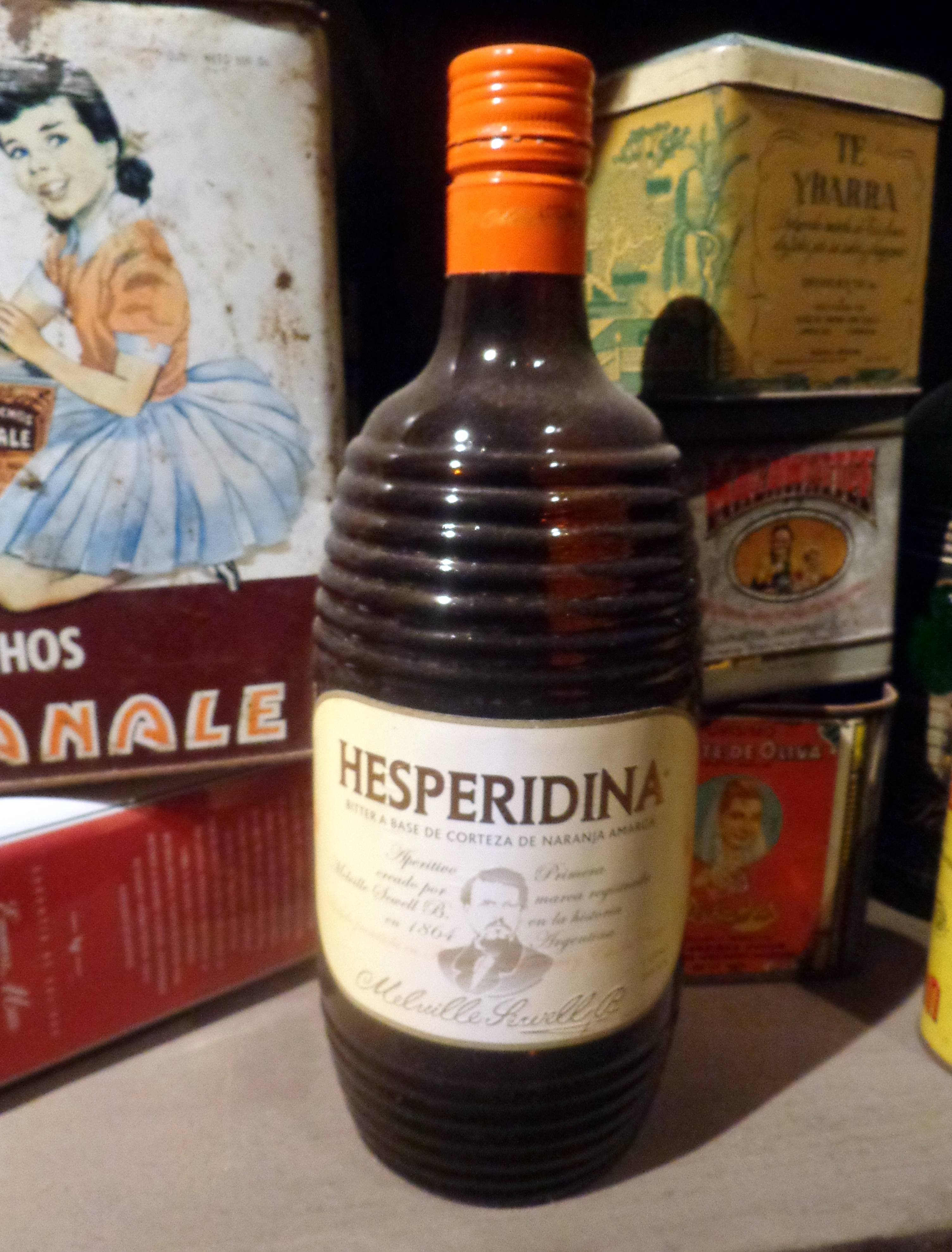
Otro diseño de la botella.

La Hesperidina es una bebida argentina a base de corteza de naranjas amargas o agrias y dulces de frutos inmaduros los cuales tienen gran contenido de flavonoides (hesperidina, neohesperidina y narangina). Su creador fue el estadounidense Melville Sewell Bagley, fundador de la empresa argentina Bagley, en 1864. Hoy se sigue produciendo y consumiendo en Argentina. Su sabor es suave, dulce, y se suele mezclar con agua tónica, agua gaseosa, gaseosa de lima y limón, o como mezcla en diferentes tragos o cócteles. Se le reconocen efectos antioxidantes y otros propios de los flavonoides que contiene.[cita requerida]

## Etimología
El nombre de esta bebida recuerda al jardín de las Hespérides (posible mitización antigua de España), ya que en las islas donde se encontraba tal jardín se encontraban mágicas o doradas manzanas custodiadas por las Hespérides, tales "manzanas doradas" serían las naranjas que, acorde el mito griego, solo Hércules pudo llevar a lo que hoy es Europa.

## Historia

### Melville Sewell Bagley

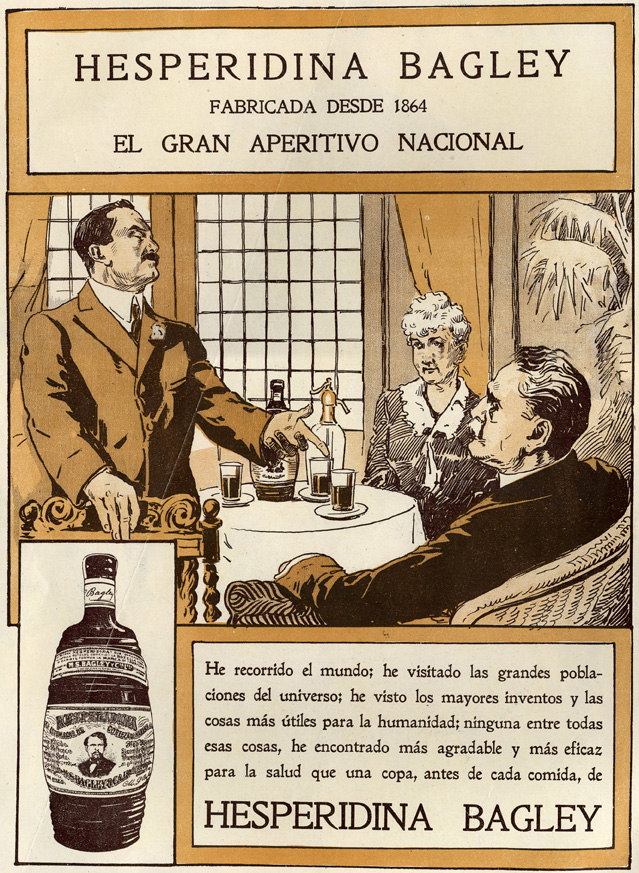
Publicidad del año 1919.

En 1862, un inmigrante oriundo de Boston, Estados Unidos, llamado Melville Sewell Bagley (Bangor, Estados Unidos, 10 de julio de 1838-Buenos Aires, Argentina, 14 de julio de 1880) emigró a la Argentina. Comenzó a trabajar en la farmacia de "La Estrella", que aún hoy existe, en la porteña esquina de las calles Defensa y Alsina. Allí, entre alambiques, tubos de ensayo y fórmulas ingeniosas, y utilizando las naranjas de una vieja quinta ubicada en Bernal, crea una bebida de la que pronto hablaba todo Buenos Aires. Fue inhumado en el Cementerio Británico de Buenos Aires.

### Campaña publicitaria novedosa

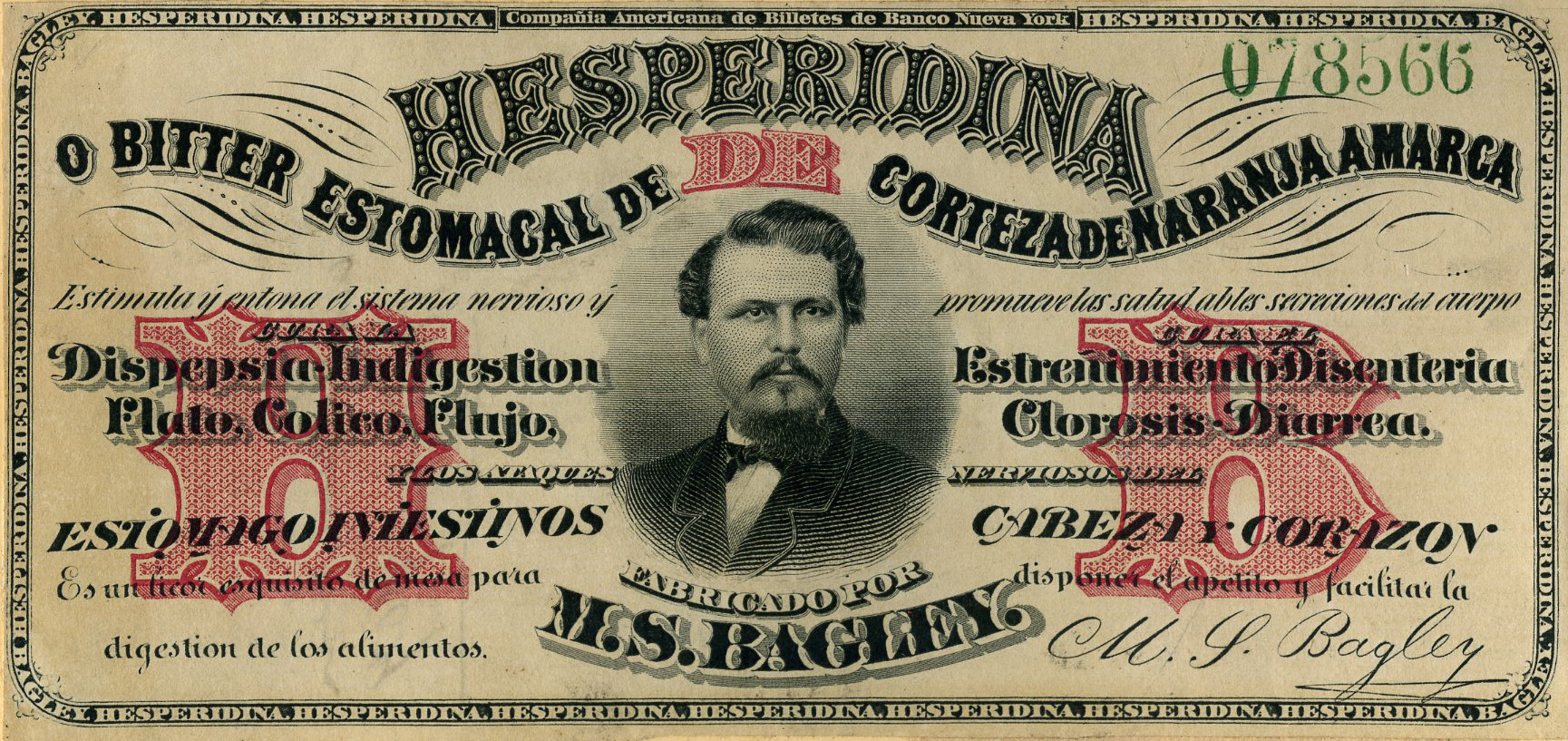
El sello Hesperidina (1866) fue impreso en los Estados Unidos para evitar falsificaciones.

Al vislumbrar el potencial de su bebida, Bagley comenzó a planificar una campaña publicitaria original y vanguardista para la época: un día como cualquier otro los porteños comenzaron a ver las calles pintadas con enormes letreros con la frase “Se viene la Hesperidina”. La curiosidad invadió a gran parte de los 140.000 habitantes que en aquel entonces tenía Buenos Aires. Durante más de dos meses nadie pudo descifrar su significado hasta que tiempo después, el 24 de diciembre de 1864, se develó la incógnita en “La Tribuna”, uno de los periódicos más importantes del país: el mejor y más original aperitivo del mundo nacía en la Argentina y ya se podía comprar. En apenas unos pocos meses la Hesperidina se convirtió en el aperitivo “de moda” gracias a su sabor original y a la calidad de sus ingredientes y elaboración, e incluso fue aceptada socialmente para el consumo de las mujeres en espacios públicos.
Inmediatamente comenzaron a aparecer las falsificaciones o imitaciones de dudoso origen. Al comienzo, Bagley sólo podía defenderse mediante piezas publicitarias. Por ejemplo, un curioso volante repartido en las calles que alertaba al público: “A elegir sólo las botellas que tengan los rótulos con mi nombre y firma al pie, que sean vendidos por los respetables depositarios de mi Hesperidina anunciados por los diarios, que su precio no sea inferior a 300 pesos la docena o 30 pesos la botella, debiendo desconfiarse de todo artículo que se ofrezca a precio menor, y que no procedan de venta en público porque mi Hesperidina nunca se ha vendido ni se venderá en remates”[cita requerida]. Si bien las botellas fabricadas por Cristalería Rigolleau eran muy características y constituían un gran reto para los obreros sopladores de vidrio, ya que eran rayadas y llevaba su nombre en relieve, las falsificaciones reiteradas llevaron a Bagley a encargar etiquetas a la Bank Note Company de New York, imprenta a cargo de los dólares estadounidenses.
No contento con esto, Bagley convence al Presidente de la Nación, Nicolás Avellaneda, de la necesidad de crear un registro de marcas y patentes. En 1876 el registro fue creado, y en su honor "Hesperidina" fue la marca número uno en registrarse en Argentina. Poco tiempo después, para ajustar aún más los niveles de control, Bagley decidió imprimir las etiquetas de Hesperidina en la Bank Note Company de Nueva York, donde se imprimían los dólares, dando a la etiqueta del producto la apariencia de un billete de banco, imposible de falsificar.

### Tónico de guerra
Hesperidina también estuvo presente en la guerra de la Triple Alianza (1864–1870), más precisamente en las tiendas de campaña para “revitalizar a los heridos”, gracias a sus propiedades terapéuticas que contrarrestaban problemas estomacales originados principalmente por la poca potabilidad del agua. De los hospitales se trasladó rápidamente al campo de batalla para mejorar cualquier dolencia entre la tropa.

## Propiedades medicinales

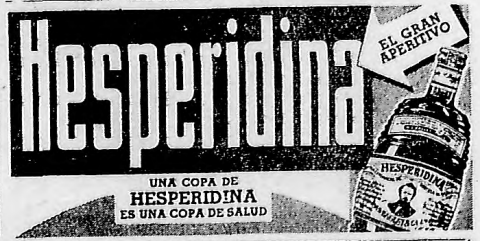
Publicidad de Hesperidina en el diario Crítica del 5 de junio de 1943.

La Hesperidina desde sus comienzos fue considerada incluso un tónico debido a sus propiedades medicinales aportadas por las naranjas. De hecho su principal componente es la sustancia hesperidina, un flavonoide  que se encuentra en los cítricos y que produce efectos antioxidantes, muy beneficiosos para las funciones digestiva y circulatoria.
Desde la década de 1890 y hasta el día de hoy se han encontrado diversos y muy efectivos usos terapéuticos de la Hesperidina. Entre ellos es efectiva contra las úlceras varicosas, hemorroides, várices, hipertensión, reducción del colesterol, disminución de dolores, artritis reumatoidea, etc.

## Hesperidina y la cultura
Hesperidina aparece en tres cuentos de Julio Cortázar: Casa tomada, Tía en apuros y Circe. También aparece en la obra de Juan Carlos Casas Fraile muerto. y en el cuento "Perdido" de Haroldo Conti . El cantante de tangos conocido como el polaco Goyeneche la elegía como su bebida favorita y siempre la tomaba en la barra del bar "La sirena" en el barrio de Saavedra de la ciudad de Buenos Aires. La Hesperidina también apareció en varios calendarios o almanaques de Florencio Molina Campos. Incluso existe un tango de nombre “Hesperidina. Tango de Moda” compuesto por Juan Nirvassed en 1915 y ganador del premio al mejor tango de la Sociedad Sportiva Argentina, entre otros reconocimientos.
Por otra parte el gran explorador Francisco Pascasio Moreno, conocido vulgarmente como "el Perito Moreno", llevaba siempre botellas de Hesperidina en sus largas y crudas excursiones como fiel compañera para atenuar la rudeza del clima.
En la novela "El que tiene sed" de Abelardo Castillo, Esteban, el protagonista, bebe Hesperidina.